# Crocidura muricauda
Crocidura muricauda es una especie de musaraña de la familia de los soricidae.

## Distribución geográfica
Se encuentra en Costa de Marfil, Ghana, Guinea, Liberia y Sierra Leona. 